# Потойбічне (фільм)
«Потойбічне» (англ. «Hereafter») — американський фантастичний кінофільм 2010 року, знятий Клінтом Іствудом, з Сесіль де Франс та Меттом Деймоном у головних ролях.

## Сюжет
Потрапивши до епіцентру тайського цунамі 2004 року, французька журналістка Марі ледь не гине. Коротке зіткнення з потойбічним світом перевертає її життя, і жінка починає вивчати все, що відомо про іншу реальність і людей, які можуть спілкуватися з померлими.

## У ролях
- Сесіль де Франс — Марі
- Метт Деймон — Жорж Лонеган
- Джессіка Гріффітс — роль другого плану
- Лайза Гріффітс — роль другого плану
- Сінді Майо Девіс — роль другого плану
- Тьєррі Ньовік — Дідьє
- Фергюсон Рейд — роль другого плану
- Дерек Сакакура — роль другого плану
- Джей Мор — Біллі
- Річард Кайнд — Крістос
- Чарлі Крід-Майлз — фотограф
- Френкі Макларен — Маркус / Джейсон
- Джордж Макларен — роль другого плану
- Ліндсі Маршал — Джекі
- Ребека Стетон — роль другого плану
- Мілен Жампаной — роль другого плану
- Стефан Фрейсс — роль другого плану
- Лоран Бато — роль другого плану
- Стів Шірріпа — роль другого плану
- Брайс Даллас Говард — роль другого плану
- Дженіфер Льюїс — роль другого плану
- Джо Беллан — Тоні
- Келам Грант — роль другого плану
- Том Бірд — священник
- Джесс Мерфі — роль другого плану
- Марта Келлер — роль другого плану
- Чарлі Голлідей — роль другого плану
- Джон Нільсен — роль другого плану
- Тім Фітцінгем — роль другого плану
- Сесія Шуман — роль другого плану
- Ерік Вінтер — роль другого плану

## Знімальна група
- Режисер — Клінт Іствуд
- Сценарист — Пітер Морган
- Оператор — Том Стерн
- Композитор — Клінт Іствуд
- Художник — Джеймс Дж. Муракамі
- Продюсери — Клінт Іствуд, Кетлін Кеннеді, Роберт Лоренц